# یاسمین غوری
یاسمین غوری (زادهٔ ۲۳ مارس ۱۹۷۱) مدل کانادایی دورگه است که مادرش آلمانی و پدرش پاکستانی است. پدر او یک مسلمان شیعه یا روحانی است و در پاکستان با مدل بودن به عنوان یک حرفه مخالفت می‌کند. غوری مدل شرکت ویکتوریا سکرت آنجل است.